# Garcinia dulcis
Garcinia dulcis là một loài thực vật có hoa trong họ Bứa. Loài này được (Roxb.) Kurz mô tả khoa học đầu tiên năm 1874.

## Hình ảnh

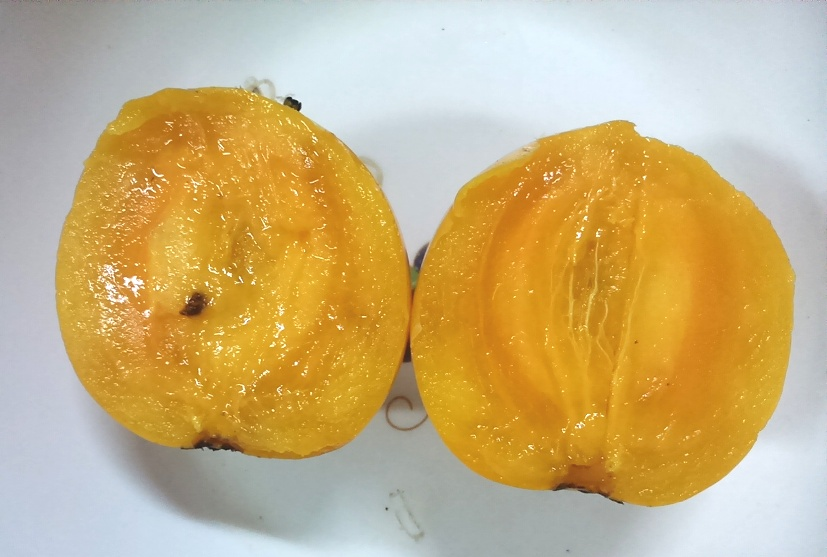
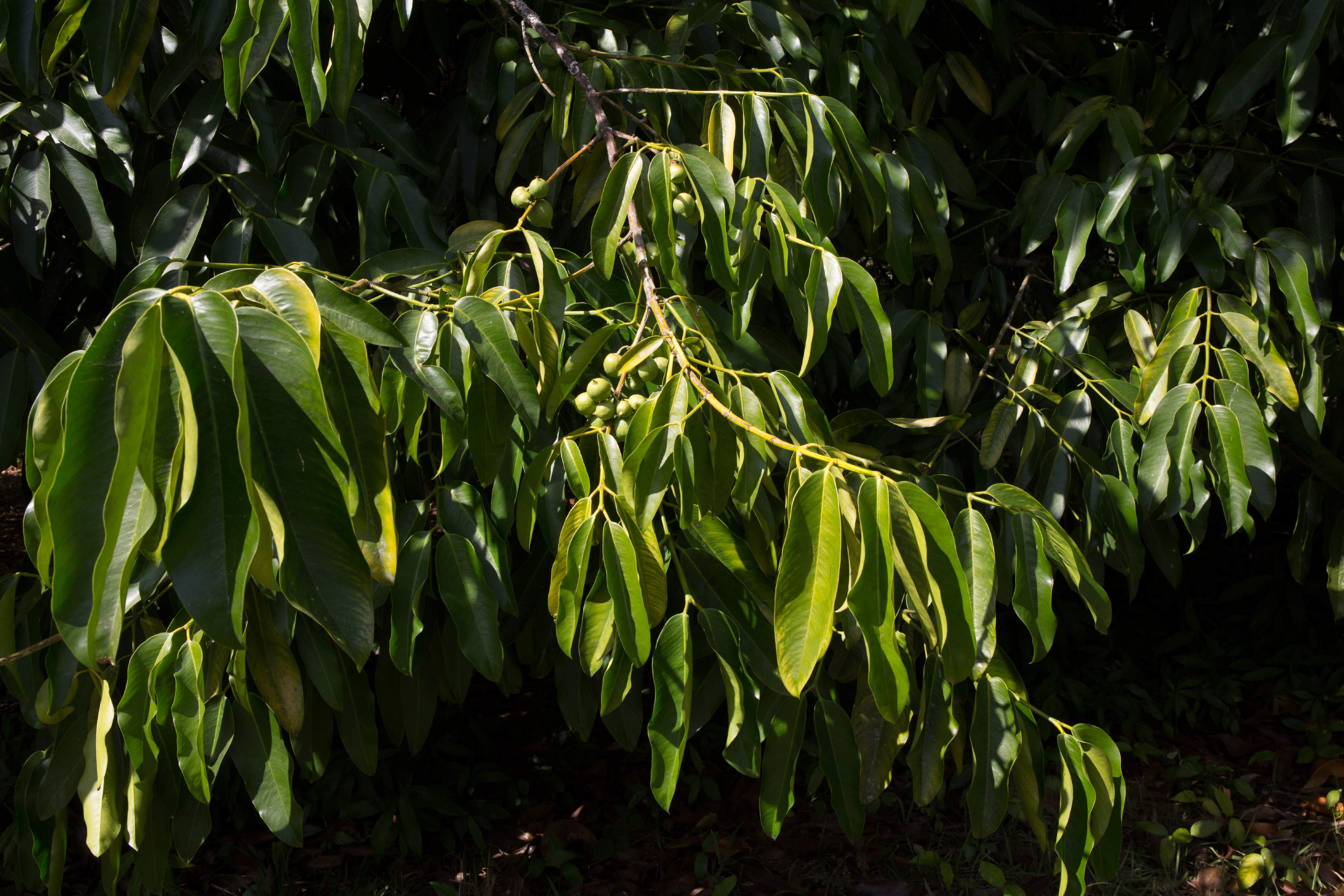
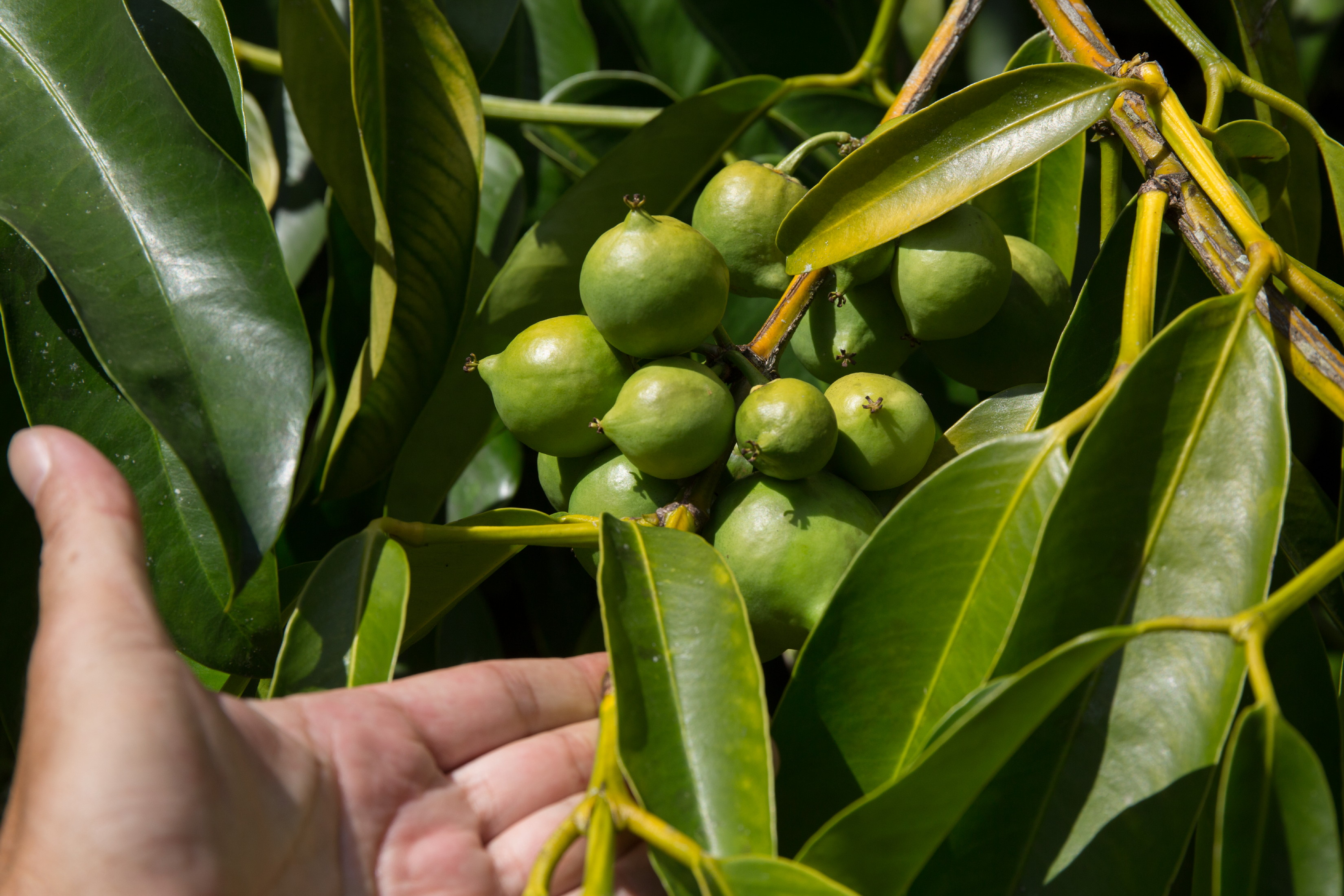